# فصوص الكبد
فصوص الكبد (بالإنجليزية: Lobes of liver)‏، يُقسم الكبد تشريحياً إلى:
- فصين (الفص الأيمن- الفص الأيسر)، عند النظر إليه من السطح الأمامي (الحجازي).
- أربعة فصوص (الفص الأيمن- الفص الأيسر-الفص المربعي- الفص المُذَنب)، عند النظر إليه من الوجه السفلي (السطح الحشوي).

يَقسم الرباط المنجلي (المرئي من الوجه الأمامي للكبد) الكبد إلى فص أيسر وفص أيمن أكبر بكثير. عند النظر إلى السطح الحشوي، يوجد فصان إضافيان بين الفص الأيمن والفص الأيسر، أحدهما أمام الآخر. يمكن تخيل خط يمتد من يسار الوريد الأجوف السفلي إلى الأمام ليقسم الكبد والمرارة إلى قسمين. هذا الخط يسمى «خط كانتلي».
توجد معالم تشريحية أخرى، مثل الرباط الوريدي (Ligamentum venosum) والرباط المدور للكبد (Ligamentum teres)، التي تقسم الجانب الأيسر من الكبد إلى قسمين. كما توجد علامة تشريحية أخرى هامة، وهي باب الكبد، المعروف أيضاً باسم الشق المستعرض للكبد، يقسم الجزء الأيسر إلى أربعة قطع، يمكن ترقيمها بدءً من الفص المذنب بطريقة عكس اتجاه عقارب الساعة (حسب المنظر الخلفي للكبد). من المنظر الأمامي للكبد، يمكن رؤية سبعة قطع، لأن القطعة الثامنة مرئية فقط في المنظر الخلفي.

## الفص الأيسر
يقع الفص الأيسر (بالإنجليزية: The left lobe)‏ في منطقة الشرسوف والمراق الأيسر. وهو أصغر ومسطح أكثر من الفص الأيمن. سطحه العلوي محدب قليلاً ويأخذ شكل الحجاب الحاجز، يحوي سطحه السفلي الانطباع المعدي وحدبة الكبد الثربية.

## الفص الأيمن

صورة تظهر فصي الكبد الأيمن والأيسر والتروية الدموية للكبد

يقع الفص الأيمن (بالإنجليزية: The right lobe)‏ في المراق الأيمن. وهو ذو شكل رباعي إلى حد ما. إن الفص الأيمن أكبر بكثير من الفص الأيسر، إذ أن النسبة بينهما هي ستة إلى واحد.
يتم فصل الفص الأيمن وظيفياً عن الفص الأيسر عن طريق الوريد الكبدي الأوسط، على عكس الاعتقاد الخاطئ الشائع أن الرباط المنجلي يفصل بين الفصين. ومع ذلك، من الناحية العملية (يأخذ بعين الاعتبار التشريح الشرياني، وريد الباب، والوريدي الجهازي) يفصل الرباط المنجلي بين القطع الأنسية والوحشية للفص الكبدي الأيسر.
يتميز سطحه السفلي والخلفي بثلاثة حفر: حفرة وريد الباب، حفرة المرارة، وحفرة الوريد الأجوف السفلي. تفصل هذه الحفر الفص الأيمن إلى فصين أصغر على الجزء الخلفي الأيسر: الفص المربعي والفص المذنب.

## الفص المربعي
الفص المربعي (بالإنجليزية: The quadrate lobe)‏ هو منطقة من الكبد تقع على السطح السفلي للقطعة الأنسية من الفص الأيسر (قطعة كينوود IVb). وهو مستطيل الشكل، قطره الخلفي الأمامي أكبر من قطره المستعرض.
يحد الفص المربعي:
- من الأمام الحافة الأمامية للكبد.
- من الخلف باب الكبد.
- من اليمين حفرة المرارة.
- من اليسار حفرة الوريد السري.

## الفص المذنب
يقع الفص المذنب (بالإنجليزية: The caudate lobe)‏ (القطعة الكبدية الخلفية I، فص شبيغل Spigelian) على السطح الخلفي العلوي للفص الأيمن من الكبد، مقابل الفقرات الصدرية العاشرة والحادية عشرة.
يحد الفص المذنب:
- من الأسفل باب الكبد.
- من اليمين حفرة الوريد الأجوف السفلي.
- من اليسار حفرة القناة الوريدية والانقسام الفيزيولوجي للكبد يسمى الرباط الوريدي.

يبدو الفص المذنب خلفياً بالنسبة للكبد، وعمودياً تقريباً، قطره العمودي أطول من قطره المستعرض، وهو مقعر إلى حد ما في الاتجاه العرضي. يقع خلف باب الكبد، ويفصل حفرة المرارة عن بداية حفرة الوريد الأجوف السفلي.
يمكن أن تؤدي متلازمة بود- كياري، الناتجة عن انسداد التدفق الوريدي الكبدي، إلى تضخم الفص المذنب بسبب مفاغرة أجوفية التي تسمح باستمرار وظيفة هذا الفص من الكبد.
يدعى الفص المذنب بهذا الاسم بسبب بروز أنسجة الكبد على شكل ذيل (باللاتينية: cauda) لتشكل النتوء المذنب للكبد، الذي يوفر استمرارية السطح بين الفص المذنب والسطح الحشوي للفص الأيمن من الكبد. النتوء المذنب هو ارتفاع صغير للمادة الكبدية يمتد بشكل مائل ووحشي، من الطرف السفلي للفص المذنبي إلى السطح السفلي للفص الأيمن.

## روابط خارجية
- "Anatomy diagram: 12581.000-1". Roche Lexicon - illustrated navigator. Elsevier. مؤرشف من الأصل في 2014-01-01.
- صور تشريحية:38:12-0201 في مركز داونستيت الطبي التابع لجامعة نيويورك - "The Visceral Surface of the Liver"
- صور تشريحيَّة:7768 على موقع مركز سوني دونستات الطبي.
- صور تشريحيَّة:8189 على موقع مركز سوني دونستات الطبي.
- مقطع عرضي - مختبر التلدين، جامعة فيينا الطبية. pembody/body8a
- "Anatomy diagram: 12581.000-1". Roche Lexicon - illustrated navigator. Elsevier. مؤرشف من الأصل في 2014-01-01.
- صور تشريحية:37:02-0201 في مركز داونستيت الطبي التابع لجامعة نيويورك - "Abdominal Cavity: Inspection of the Abdominal Viscera in situ"
- صور تشريحية:38:12-0204 في مركز داونستيت الطبي التابع لجامعة نيويورك - "The Visceral Surface of the Liver"
- مقطع عرضي - مختبر التلدين، جامعة فيينا الطبية. pembody/body8a